# Dendrobium oblongimentum
Dendrobium oblongimentum là một loài thực vật có hoa trong họ Lan. Loài này được Hosok. & Fukuy. mô tả khoa học đầu tiên năm 1942.